# ドクターマーチン

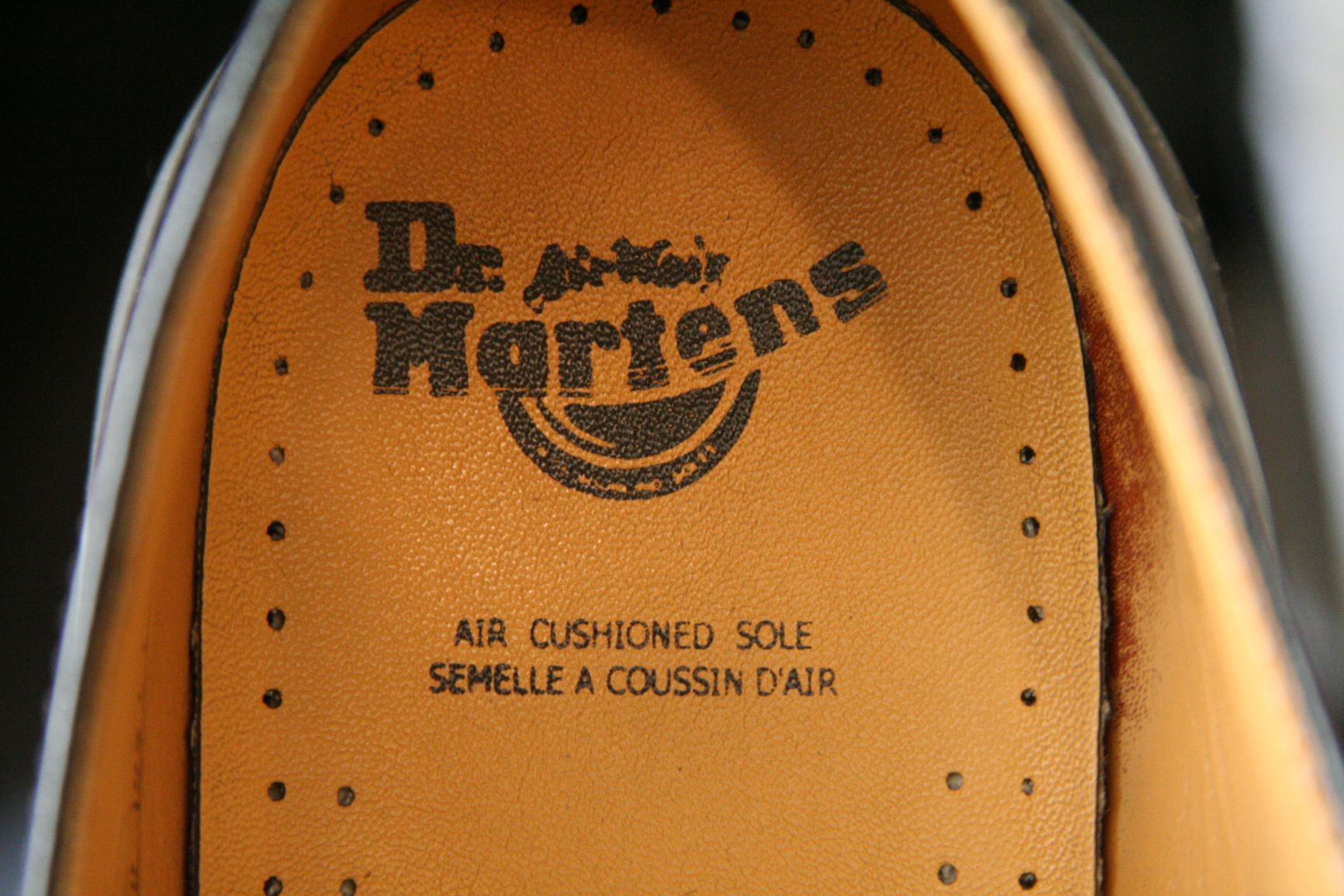
ブーツに入ったドクターマーチンのロゴ

ドクターマーチン（Dr. Martens）は、イギリスのDr. Martens plcが製造および販売を行っている靴・ブーツのブランド。2003年以降は中国とタイで生産している。
主要な製品の1つに、エアークッションの効いたソール（バウンシングソール、bouncing soles）を黄色い糸で縫いつけたブーツがある。
ブランド名は、バウンシングソールを考案したドイツ人の軍医である、クラウス・マーチンに由来している。ブランド名は、Doctor Martensや、Doc Martens、Docs、DM'sなどのように表記されることがある。
ドクターマーチンのブーツが、1960年代後半から1970年代中頃にかけて、スキンヘッドやパンクロッカーなどのサブカルチャーで愛用されたことが紹介されることがある。

## 歴史

### ブーツ開発

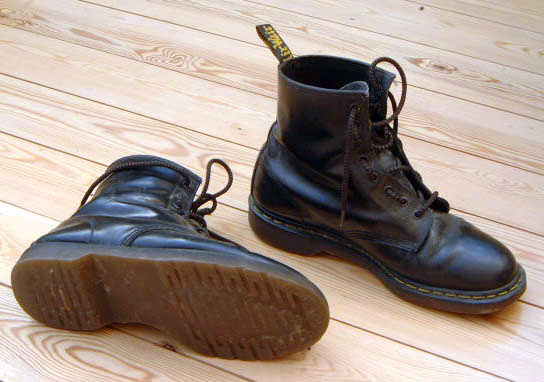
ドクターマーチン・ブーツ。靴底を一周する黄色い縫い目が特徴。

発案者のクラウス・マーチンは第二次世界大戦中にドイツ軍に属していたドイツ人医師である。1945年の休暇中に、バイエルン地方のアルプス山脈でスキーをしている最中に足首に怪我を負った。彼は軍から支給されるブーツが怪我を負った足には全く適さないことに気づいた。怪我から回復するまでの間に、柔らかい革と空気を充満させた靴底を用いたブーツの改良案を設計した。戦争が終わり、ドイツ人による都市からの貴重品略奪が始まったとき、マーチン博士は靴屋の店から革を略奪した。その革を用いて、現在有名となったエアークッションの効いた靴底と組み合わせ、彼は自身の手によってブーツを作り上げた。

### 商業化
マーチンは1947年にミュンヘンで大学時代の古い友人であるDr. Herbert Funckに再会するまではその靴を販売する機会がなかった。Funckは新しい靴のデザインに興味をそそられ、二人はドイツ空軍飛行場から廃棄されるゴムタイヤを材料として、ドイツのゼースハウプトでその年の内に事業を開始した。快適で長持ちする靴底は主婦を中心に人気を博した。最初の10年の売り上げの80パーセントは40歳以上の女性からであった。
売上は1952年にはミュンヘンに工場を開くほどにまで増大した。1959年にはマーチンとFunckが国際的な履物市場を視野に入れるのに充分なほどにまで成長した。ほぼ同時期に、イギリスの靴製造メーカーであるR.グリッグス・グループLtd.が、イギリスにおける靴製作のための特許権を買い取った。グリッグスは名称を英国化し、よりぴったり合うように踵を細くし、トレードマークである黄色の縫い目を施し、靴底をAirWairとして商標登録した。

### イギリスにおける人気
イギリスにおける最初のドクターマーチンは、1960年4月1日に片側8個の紐孔、チェリーレッドの色、ナパ革のデザインで発売された。それは郵便屋、警察官、工場労働者などの間で人気を博した。1960年代後半には、スキンヘッドがドクターマーチンのブーツに注目し、チェリーレッドのブーツがストリートギャングの象徴的スタイルとなった。
1970年中頃、ドクターマーチンのブーツはイギリスのパンクロックスターの間で人気となり、そのファンもまたドクターマーチンのブーツを履くようになった。これらのブーツと靴が若者のサブカルチャーとして人気を集めるようになった。ドクターマーチンの名前はアレクセイ・セイルの歌の題名としても使われ、マッドネスのCDボックスセットThe Businessのカバーアートにも登場する。

### White社
ドクターマーチンには1990年代後半までAir Wair社製とイギリスで製造していたホワイト社製があった。ホワイト社製のドクターマーチンは1990年代終わりごろに製造中止となった。
ホワイト社のドクターマーチンはトゥの部分の丸みが可愛くて人気があり、Air Wair社と競合していた時代もホワイト社の方が多少人気があった。しかし、Air Wair社の方が多少製品の精度がよかった点と箱がAir Wair社のような綺麗な箱ではないことが難点として上げられる。特にホワイト社の箱は、ダンボール製の無地の箱で、横に一枚ラベルが貼ってあるだけだった。
Air Wair社製とホワイト社のドクターマーチンを比較すると、ホワイト社の製品はタグが「DrMartens」になっていること、サイドにあるマーチンの刻印が無いこと、先に記載した通りトゥの部分の丸みがあること、紐が丸紐ではなく平紐であること、インソールの刻印のデザインが違う上に文字が金色であること、そのあたりが大きな違いである。インソールの刻印のない模造品も存在する。

### 近年の情勢
2000年代に入り、ドクターマーチンはAir Wairの名のもとで伝統的な黒い靴、サンダル、つま先に鋼の入ったブーツといったさまざまなスタイルが提供され、独占的に販売された。その後2003年4月1日にドクターマーチンはイギリス国内での生産を停止し、中華人民共和国とタイ王国で生産されることになった。Air Wair International Ltd.は、ブランドの永久ライセンシーであるR.グリッグス・グループLtd.（ノーサンプトンシャー州）の子会社の位置付けにあるが、R.グリッグズ・グループLtd.は、2013年にイギリスのプライベート・エクイティ・ファンドであるペルミラ・アドバイザーズ傘下のファンドに3億ポンドで買収された。
2021年1月、ペルミラはドクターマーチン（Dr. Martens plc）のIPOを発表、同年2月にドクターマーチンは株式公開企業となった。

## 日本法人
日本法人は「ドクターマーチン・エアウエアジャパン株式会社」（Dr. Martens AirWair Japan Ltd.）であり、1998年に設立、東京（渋谷区）にオフィスを持つ。